# کلیف بیرکز
کلیف بیرکز (انگلیسی: Cliff Birks; ۱۳ دسامبر ۱۹۱۰ – ۱۹۹۸ (۸۷−۸۸ سال)) بازیکن فوتبال اهل بریتانیا بود.
از باشگاه‌هایی که در آن بازی کرده‌است می‌توان به باشگاه فوتبال استوک سیتی، باشگاه فوتبال تورکی یونایتد، و باشگاه فوتبال پورت ویل اشاره کرد.